# غياث آباد (مقاطعة فراهان)
غياث آباد (بالفارسية: غیاث‌آباد) هي قرية تقع في مركزي في إيران. يقدر عدد سكانها بـ 1,333 نسمة .